# Rozsochy
Rozsochy (německy Rossoch) jsou obec v okrese Žďár nad Sázavou v Kraji Vysočina. Žije zde 668 obyvatel. Rozsochy se rozkládají ve východní části Českomoravské vrchoviny zhruba 5 km od města Bystřice nad Pernštejnem. Podél jižního okraje obce protéká říčka Nedvědička, která je pravostranným přítokem řeky Svratky.

## Historie
První písemná zmínka o obci pochází z roku 1285. Od roku 1961 pod obec spadá místní část Albrechtice. Od 13. srpna 2006 má obec vlastní znak a prapor, který byl udělen starostovi obce předsedou Poslanecké sněmovny Parlamentu České republiky.
V novodobé historii byla obnovena tradice „Rozsošských hodů“, a to v roce 2008. Téhož roku byla slavnostně podepsána partnerská smlouva – Přátelství bez hranic mezi Rozsochami (Česko), Sačurovem (Slovensko) a Pisarowci (Polsko). Každý rok se tedy navštěvuje jedna z partnerských obcí. Obec Rozsochy v roce 2011 obdržela ocenění v soutěži Vesnice Vysočiny, konkrétně získala ocenění diplom za udržování folklórních tradic.

## Obyvatelstvo
| Rok            | 1869 | 1880 | 1890 | 1900 | 1910 | 1921 | 1930 | 1950 | 1961 | 1970 | 1980 | 1991 | 2001 | 2011 |
| Počet obyvatel | 1279 | 1230 | 1195 | 1211 | 1159 | 1160 | 1121 | 834  | 845  | 783  | 784  | 731  | 698  | 684  |

## Části obce
- Rozsochy
- Albrechtice
- Blažejovice
- Kundratice
- Vojetín

## Pamětihodnosti
- Kostel svatého Bartoloměje
- Kaplička svatého Václava (Kundratice)
- Kaplička svatého Cyrila a Metoděje (Albrechtice)
- Základní škola
- Budova farnosti v Rozsochách
- Drážní objekt

## Význační rodáci
Jaroslav Jan Caha

## Školství
- Mateřská škola Rozsochy
- Základní škola Rozsochy

## Doprava
Obec leží na železniční trati Žďár nad Sázavou – Tišnov, zastávka Rozsochy je od centra obce vzdálena více než 2 km. Staniční budova získala ve 13. kole celostátní soutěže titul Nejkrásnější nádraží roku 2019.